# حزب التضامن الإسلامي الإيراني
حزب التضامن الإسلامي الإيراني (بالفارسية: حزب همبستگی ایران اسلامی) هو حزب سياسي إصلاحي إيراني تأسس في عام 1998 من قبل 10 أعضاء في البرلمان الإيراني. الحزب عضو في مجلس تنسيق جبهة الإصلاح  ويصدر صحيفة هامباستيجي. علي أصغر أحمدي هو الأمين العام، وهو منصب شغله في السابق إبراهيم أصغر زاده ومحمد رضا رحماني. دعم الحزب محمد خاتمي في انتخابات عام 2001، ومهدي كروبي في عام 2005، ومير حسين موسوي في عام 2009.
كان للحزب حوالي 50 مقعدًا في البرلمان الإيراني خلال الفترة 2000-2004 وكان يرأس الكتلة قربان علي قندهاري.

## البرنامج
يتبنى برنامج الحزب التعددية وحرية التعبير مع تفضيل الاقتصاد المختلط. أجندته تشبه إلى حد بعيد أجندة جبهة المشاركة الإسلامية الإيرانية، ويبدو أن الاختلاف الوحيد بين الحزبين هو حول «الخلافات الشخصية على القيادة».

## قادة الحزب
| الاسم             | الفترة    | المرجع |
| ----------------- | --------- | ------ |
| محمد رضا رحشماني  | 1998-2002 |        |
| إبراهيم أصغر زاده | 2002-2006 |        |
| علي أصغر أحمدي    | 2006–     |        |